# Bardiani CSF Faizanè/2022
Deze pagina geeft een overzicht van de Bardiani-CSF-Faizanè-wielerploeg in 2022.

## Algemene gegevens
Sponsors:
Algemeen manager: Roberto Reverberi
Teammanager: Roberto Reverberi
Ploegleiders: Luca Amoriello, Alessandro Donati, Mirko Rossato en Giuseppe Toni
Fietsmerk: Cipollini
Kleding:

## Renners
| Naam                   | Geboortedatum | Nationaliteit | Ploeg 2021                    |
| ---------------------- | ------------- | ------------- | ----------------------------- |
| Enrico Battaglin       | 17-11-1989    | Italië        |                               |
| Iker Bonillo           | 09-06-2003    | Spanje        | -                             |
| Johnatan Cañaveral     | 02-11-1996    | Colombia      |                               |
| Luca Colnaghi          | 14-01-1999    | Italië        | Zalf Euromobil Désirée Fior   |
| Luca Covili            | 10-02-1997    | Italië        |                               |
| Omar El Gouzi          | 16-08-1999    | Italië        | Iseo Serrature-Rime-Carnovali |
| Filippo Fiorelli       | 19-11-1994    | Italië        |                               |
| Davide Gabburo         | 01-04-1993    | Italië        |                               |
| Martin Marcelussi      | 05-04-2000    | Italië        | -                             |
| Alessio Martinelli     | 26-04-2001    | Italië        | Team Colpack Ballan           |
| Fabio Mazzucco         | 14-04-1999    | Italië        |                               |
| Sacha Modolo           | 19-06-1987    | Italië        | Alpecin-Fenix                 |
| Henok Mulubrhan        | 11-11-1999    | Eritrea       | Bike Aid (vanaf 21-04)        |
| Alessio Nieri          | 13-04-2001    | Italië        | -                             |
| Giulio Pellizzari      | 21-11-2003    | Italië        | -                             |
| Alessandro Pinarello   | 12-07-2003    | Italië        | -                             |
| Luca Rastelli          | 29-12-1999    | Italië        | Team Colpack Ballan           |
| Alessandro Santaromita | 11-12-1999    | Italië        | -                             |
| Manuele Tarozzi        | 20-06-1998    | Italië        | Androni Giocattoli-Sidermec   |
| Alex Tolio             | 30-03-2000    | Italië        | Zalf Euromobil Fior           |
| Alessandro Tonelli     | 29-05-1992    | Italië        |                               |
| Tomas Trainini         | 23-09-2001    | Italië        | (tot 05-04)                   |
| Giovanni Visconti      | 13-01-1983    | Italië        | (tot 09-03)                   |
| Filippo Zana           | 18-03-1999    | Italië        |                               |
| Enrico Zanoncello      | 02-08-1997    | Italië        |                               |
| Samuele Zoccarato      | 09-01-1998    | Italië        |                               |

### Stagiairs
Per 1 augustus 2022
| Naam          | Geboortedatum | Nationaliteit | Vorige ploeg |
| ------------- | ------------- | ------------- | ------------ |
| Filippo Magli | 29-04-1999    | Italië        |              |

### Vertrokken
| Naam                | Geboortedatum | Nationaliteit | Ploeg 2022                      |
| ------------------- | ------------- | ------------- | ------------------------------- |
| Giovanni Carboni    | 31-08-1995    | Italië        | Gazprom-RusVelo                 |
| Nicolas Dalla Valle | 13-09-1997    | Italië        | Giotti Victoria-Savini Due      |
| Andrea Garosio      | 06-12-1993    | Italië        | Biesse-Carrera                  |
| Giovanni Lonardi    | 09-11-1996    | Italië        | EOLO-Kometa                     |
| Mirco Maestri       | 26-10-1991    | Italië        | EOLO-Kometa                     |
| Umberto Marengo     | 21-07-1992    | Italië        | Drone Hopper-Androni Giocattoli |
| Alessandro Monaco   | 04-02-1998    | Italië        | Giotti Victoria-Savini Due      |
| Kevin Rivera        | 28-06-1998    | Costa Rica    | Gazprom-RusVelo                 |
| Daniel Savini       | 26-09-1997    | Italië        | Mg.K Vis-Color for Peace-VPM    |
| Filippo Zaccanti    | 12-09-1995    | Italië        | gestopt                         |

## Overwinningen
| Nationale kampioenschappen wielrennen Italië - wegrit: Filippo Zana Grote Prijs van Alanya Alessio Martinelli Trofeo Piva Martin Marcelussi Carpathian Couriers Race in memory of Wacław Felczak 4e etappe: Alessio Martinelli Gran Premio Industrie del Marmo Alessio Martinelli Adriatica Ionica Race Eindklassement: Filippo Zana Jongerenklassement: Filippo Zana | Sibiu Cycling Tour 1e etappe: Filippo Fiorelli Ronde van de Limousin-Nouvelle-Aquitaine Jongerenklassement: Filippo Zana |

Alpecin-Deceuninck · B&B Hotels-KTM · Bardiani-CSF-Faizanè  · Bingoal Pauwels Sauces WB · Burgos-BH · Caja Rural-Seguros RGA · Drone Hopper-Androni Giocattoli · EOLO-Kometa · Equipo Kern Pharma · Euskaltel-Euskadi · Gazprom-RusVelo · Human Powered Health · Sport Vlaanderen-Baloise · Arkéa-Samsic · Team Novo Nordisk · Team TotalEnergies · Uno-X Pro Cycling Team
2000 · 2001 · 2002 · 2003 · 2004 · 2005 · 2006 · 2007 · 2008 · 2009 · 2010 · 2011 · 2012 · 2013 · 2014 · 2015 · 2016 · 2017 · 2018 · 2019 · 2020 · 2021 · 2022 · 2023 · 2024 · 2025